# Istarske toplice
Istarske toplice su termalno lječilište u Hrvatskoj. Nalaze se u središnjem dijelu istarskog polutoka. Jedanaest kilometara dalje su Livade i Buzet.

Smještene su u kanjonu rijeke Mirne. Uokolo Toplica je Motovunska šuma bogata hrastovima što pogoduje rastu svjetski poznatih bijelih tartufa. 
Toplice i okolica bogati su sadržajima. U blizini je kapela Majke Božje za vjernike. Toplice su prilagođene aktivnom obliku godišnjeg odmora i bogate su rekreacijske ponude.